# Asamblaż
Asamblaż (fr. assemblage, tłum. gromadzenie/zbieranie/zbiór) – forma artystyczna, będąca odmianą kolażu, według której tworzy się trójwymiarowe kompozycje z przedmiotów gotowych.
Praca złożona z różnego rodzaju przedmiotów: codziennego użytku, bezużytecznych fragmentów, form naturalnych, wszelkich możliwych obiektów. Dzieło powstaje z przedmiotów, które nie są stworzone przez autora asamblażu, ale jedynie przez niego użyte, a czasem także specjalnie spreparowane, czy przystosowane (np. pomalowane, odłączone od całości, połączone z czymś innym, zniszczone). Asamblaż może mieć postać jednego obiektu powstałego z połączenia innych lub może stanowić rodzaj zbioru, kolekcji przedmiotów. Można to określić jako pewnego rodzaju przestrzenny collage otwarty na wszelkie materiały i pomysły ich zestawień i połączeń. Poszczególne fragmenty w asamblażu mogą być ze sobą sklejone, związane, umieszczone w rodzaju wspólnego pojemnika, luźno położone, powieszone obok siebie itd. Dzięki asamblażom z fragmentów tworzone są nowe znaczenia, powstają nowe związki między znaczeniami, które niosą ze sobą składowe części. 
Termin asamblaż został wprowadzony we wczesnych latach pięćdziesiątych XX w. przez Jeana Dubuffeta, który stworzył serię kolażów z użyciem skrzydeł motyli i nadał cyklowi nazwę assemblages d’empreintes. Należy tutaj jednak zwrócić uwagę, że z użyciem „nieartystycznych” tworzyw eksperymentowali już wcześniej wielcy kubizmu: Marcel Duchamp i Pablo Picasso, a także dadaiści (np. kolaże Kurta Schwittersa czy Maxa Ernsta). Jeana Dubuffeta można zatem uznać jedynie za twórcę nazwy tej techniki.
W 1961 roku w Museum of Modern Art w Nowym Jorku zorganizowano wystawę „Sztuka Asamblażu” (The Art of Assemblage), gdzie swoje prace wystawiali m.in. Georges Braque, Joseph Cornell, Jean Dubuffet, Marcel Duchamp, Pablo Picasso, Robert Rauschenberg, Man Ray i Kurt Schwitters.
W Polsce pionierem asamblażu był Władysław Hasior.